# Los 100 Mejores Álbumes según Apple Music

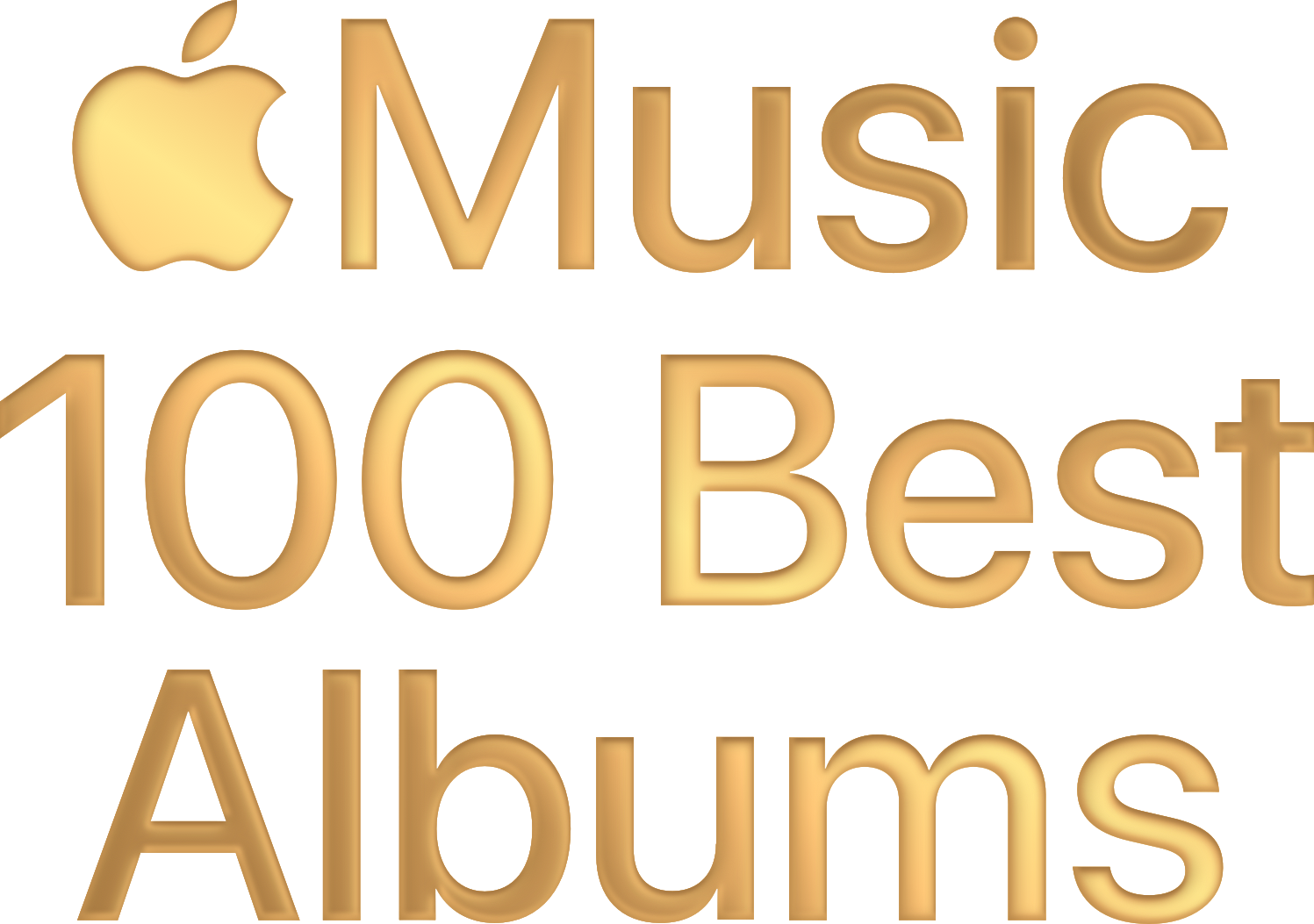
Logo de Apple Music 100 Best Albums.

"Apple Music 100 Best Albums" es un ranking musical creado como una lista de los mejores álbumes, compilada por el servicio de streaming Apple Music . El equipo de Apple Music creó la lista junto con varios artistas, incluidos Maren Morris, Pharrell Williams, J Balvin, Charli XCX, Mark Hoppus, Honey Dijon y Nia Archives, así como compositores, productores y profesionales de la industria. La lista es una declaración editorial y no tiene en cuenta ningún número de reproducciones en Apple Music, ni en ningún otro servicio de streaming.

## Historia
La lista fue anunciada el 13 de mayo de 2024, a través de un comunicado de prensa por parte de Apple, en este se anunció que la lista completa se publicaría como una cuenta regresiva que comenzaría ese mismo día, revelando 10 álbumes cada día durante los siguientes 10 días. junto con un micrositio que contiene contenido nuevo y exclusivo, episodios dedicados de Apple Music Radio, entre otros. La cuenta regresiva culminará el 22 de mayo de 2024, con la revelación de los 10 mejores álbumes según Apple Music durante una transmisión especial de radio.
Rachel Newman, directora de contenido y editorial de Apple Music, dijo: "100 Best reúne todas las cosas que hacen de Apple Music el mejor servicio para los amantes de la música: la curación humana en su máxima expresión, el aprecio por el arte de contar historias, y un conocimiento incomparable de la música y un amor aún más profundo por ella, hemos estado trabajando en esto durante mucho tiempo, y es algo de lo que todos estamos increíblemente orgullosos y emocionados de compartir con el mundo. "
Zane Lowe, director creativo global de Apple Music y presentador principal de Apple Music 1, dio más detalles; "Elaborar esta lista fue un verdadero trabajo de amor, tanto porque fue increíblemente difícil de hacer ya que a todos nos apasiona tanto que se nos asignó la tarea de seleccionar los 100 mejores; eso es prácticamente una misión imposible. Pero como fanáticos de la música, también fue increíble tomarnos un minuto y sentarnos y pensar en la música, los álbumes y los artistas que tanto amamos en este contexto. Si esta lista genera más debate entre los fanáticos fuera de Apple Music y hace que la gente hable apasionadamente sobre la música que aman, entonces habremos hecho lo que nos propusimos. "
Junto a la lista, Apple Music reveló un micrositio dedicado a dar un análisis en profundidad de cada álbum, incluyendo entrevistas de archivo y más, permitiendo que los aficionados compartan sus álbumes favoritos con amigos y en sus redes sociales.

## Lista Completa
| Posición | Álbum                                                         | Artista(s)                    |
| -------- | ------------------------------------------------------------- | ----------------------------- |
| 1        | The Miseducation of Lauryn Hill                               | Lauryn Hill                   |
| 2        | Thriller                                                      | Michael Jackson               |
| 3        | Abbey Road                                                    | The Beatles                   |
| 4        | Purple Rain                                                   | Prince & The Revolution       |
| 5        | Blonde                                                        | Frank Ocean                   |
| 6        | Songs in the Key of Life                                      | Stevie Wonder                 |
| 7        | Good Kid, M.A.A.D City                                        | Kendrick Lamar                |
| 8        | Back to Black                                                 | Amy Winehouse                 |
| 9        | Nevermind                                                     | Nirvana                       |
| 10       | Lemonade                                                      | Beyoncé                       |
| 11       | Rumours                                                       | Fleetwood Mac                 |
| 12       | OK Computer                                                   | Radiohead                     |
| 13       | The Blueprint                                                 | Jay-Z                         |
| 14       | Highway 61 Revisited                                          | Bob Dylan                     |
| 15       | 21                                                            | Adele                         |
| 16       | Blue                                                          | Joni Mitchell                 |
| 17       | What's Going On                                               | Marvin Gaye                   |
| 18       | 1989 (Taylor's Version)                                       | Taylor Swift                  |
| 19       | The Chronic                                                   | Dr. Dre                       |
| 20       | Pet Sounds                                                    | The Beach Boys                |
| 21       | Revolver                                                      | The Beatles                   |
| 22       | Born to Run                                                   | Bruce Springsteen             |
| 23       | Discovery                                                     | Daft Punk                     |
| 24       | The Rise and Fall of Ziggy Stardust and the Spiders From Mars | David Bowie                   |
| 25       | Kind of Blue                                                  | Miles Davis                   |
| 26       | My Beautiful Dark Twisted Fantasy                             | Kanye West                    |
| 27       | Led Zeppelin II                                               | Led Zeppelin                  |
| 28       | The Dark Side of the Moon                                     | Pink Floyd                    |
| 29       | The Low End Theory                                            | A Tribe Called Quest          |
| 30       | When We All Fall Asleep, Where Do We Go?                      | Billie Eilish                 |
| 31       | Jagged Little Pill                                            | Alanis Morissette             |
| 32       | Ready to Die                                                  | Notorious B.I.G.              |
| 33       | Kid A                                                         | Radiohead                     |
| 34       | It Takes a Nation of Millions to Hold Us Back                 | Public Enemy                  |
| 35       | London Calling                                                | The Clash                     |
| 36       | Beyoncé                                                       | Beyoncé                       |
| 37       | Enter the Wu-Tang (36 Chambers)                               | Wu-Tang Clan                  |
| 38       | Tapestry                                                      | Carole King                   |
| 39       | Illmatic                                                      | Nas                           |
| 40       | I Never Loved a Man the Way I Love You                        | Aretha Franklin               |
| 41       | Aquemini                                                      | OutKast                       |
| 42       | Control                                                       | Janet Jackson                 |
| 43       | Remain in Light                                               | Talking Heads                 |
| 44       | Innervisions                                                  | Stevie Wonder                 |
| 45       | Homogenic                                                     | Björk                         |
| 46       | Exodus                                                        | Bob Marley & The Wailers      |
| 47       | Take Care                                                     | Drake                         |
| 48       | Paul's Boutique                                               | Beastie Boys                  |
| 49       | The Joshua Tree                                               | U2                            |
| 50       | Hounds of Love                                                | Kate Bush                     |
| 51       | Sign o' the Times                                             | Prince                        |
| 52       | Appetite for Destruction                                      | Guns 'N Roses                 |
| 53       | Exile on Main Street                                          | The Rolling Stones            |
| 54       | A Love Supreme                                                | John Coltrane                 |
| 55       | Anti                                                          | Rihanna                       |
| 56       | Disintegration                                                | The Cure                      |
| 57       | Voodoo                                                        | D'Angelo                      |
| 58       | (What's the Story) Morning Glory?                             | Oasis                         |
| 59       | AM                                                            | Arctic Monkeys                |
| 60       | The Velvet Underground and Nico                               | The Velvet Underground & Nico |
| 61       | Love Deluxe                                                   | Sade                          |
| 62       | All Eyez on Me                                                | 2Pac                          |
| 63       | Are You Experienced?                                          | The Jimi Hendrix Experience   |
| 64       | Baduizm                                                       | Erykah Badu                   |
| 65       | 3 Feet High and Rising                                        | De La Soul                    |
| 66       | The Queen Is Dead                                             | The Smiths                    |
| 67       | Dummy                                                         | Portishead                    |
| 68       | Is This It                                                    | The Strokes                   |
| 69       | Master of Puppets                                             | Metallica                     |
| 70       | Straight Outta Compton                                        | N.W.A                         |
| 71       | Trans Europa Express                                          | Kraftwerk                     |
| 72       | SOS                                                           | SZA                           |
| 73       | Aja                                                           | Steely Dan                    |
| 74       | The Downward Spiral                                           | Nine Inch Nails               |
| 75       | Supa Dupa Fly                                                 | Missy Eliott                  |
| 76       | Un verano sin ti                                              | Bad Bunny                     |
| 77       | Like a Prayer                                                 | Madonna                       |
| 78       | Goodbye Yellow Brick Road                                     | Elton John                    |
| 79       | Norman Fucking Rockwell!                                      | Lana Del Rey                  |
| 80       | The Marshall Mathers LP                                       | Eminem                        |
| 81       | After the Gold Rush                                           | Neil Young                    |
| 82       | Get Rich or Die Tryin'                                        | 50 Cent                       |
| 83       | Horses                                                        | Patti Smith                   |
| 84       | Doggystyle                                                    | Snoop Dogg                    |
| 85       | Golden Hour                                                   | Kacey Musgraves               |
| 86       | My Life                                                       | Mary J. Blige                 |
| 87       | Blue Lines                                                    | Massive Attack                |
| 88       | I Put a Spell on You                                          | Nina Simone                   |
| 89       | The Fame Monster                                              | Lady Gaga                     |
| 90       | Back in Black                                                 | AC/DC                         |
| 91       | Listen Without Prejudice Vol. 1                               | George Michael                |
| 92       | Flower Boy                                                    | Tyler, the Creator            |
| 93       | A Seat at the Table                                           | Solange                       |
| 94       | Untrue                                                        | Burial                        |
| 95       | Confessions                                                   | Usher                         |
| 96       | Pure Heroine                                                  | Lorde                         |
| 97       | Rage Against the Machine                                      | Rage Against the Machine      |
| 98       | Astroworld                                                    | Travis Scott                  |
| 99       | Hotel California                                              | Eagles                        |
| 100      | Body Talk                                                     | Robyn                         |

## Estadísticas

### Géneros
La siguiente lista incluye los géneros de los álbumes incluidos en la lista, esto basado en el género asignado por Apple Music.
| Género       | Número de álbumes | Porcentaje |
| ------------ | ----------------- | ---------- |
| Hip-Hop/Rap  | 21                | 21%        |
| Rock         | 18                | 18%        |
| Pop          | 16                | 16%        |
| Alternativa  | 14                | 14%        |
| R&B/Soul     | 11                | 11%        |
| Electrónica  | 4                 | 4%         |
| Hard rock    | 3                 | 3%         |
| Jazz         | 3                 | 3%         |
| Cantautor    | 2                 | 2%         |
| Motown       | 2                 | 2%         |
| Punk         | 2                 | 2%         |
| Country      | 1                 | 1%         |
| Latino       | 1                 | 1%         |
| Metal        | 1                 | 1%         |
| Roots Reggae | 1                 | 1%         |

### Número de álbumes de cada década.
| Década | Número de álbumes | Porcentaje |
| ------ | ----------------- | ---------- |
| 1950s  | 1                 | 1%         |
| 1960s  | 10                | 10%        |
| 1970s  | 18                | 18%        |
| 1980s  | 17                | 17%        |
| 1990s  | 23                | 23%        |
| 2000s  | 11                | 11%        |
| 2010s  | 17                | 17%        |
| 2020s  | 3                 | 3%         |

### Artistas
La siguiente lista incluye todos los artistas que tienen un álbum incluido en la lista.
| Artista                     | Número total de álbumes del artista | Notas |       |   |  |
| --------------------------- | ----------------------------------- | --- | ----- | - |  |
| Artista                     | Número total de álbumes del artista | Notas | Robyn | 1 |  |
| Eagles                      | 1                                   | |       |   |  |
| Travis Scott                | 1                                   | |       |   |  |
| Rage Against The Machine    | 1                                   | |       |   |  |
| Lorde                       | 1                                   | Basado en la lista revelada hasta el momento (31-100), ella es la artista más joven con un álbum en la lista.                          |       |   |  |
| Usher                       | 1                                   | |       |   |  |
| Burial                      | 1                                   | |       |   |  |
| Solange                     | 1                                   | |       |   |  |
| Tyler, The Creator          | 1                                   | |       |   |  |
| George Michael              | 1                                   | |       |   |  |
| AC/DC                       | 1                                   | |       |   |  |
| Lady Gaga                   | 1                                   | |       |   |  |
| Nina Simone                 | 1                                   | |       |   |  |
| Massive Attack              | 1                                   | |       |   |  |
| Mary J. Blige               | 1                                   | |       |   |  |
| Kacey Musgraves             | 1                                   | Basado en la lista revelada hasta el momento (31-100), ella es la única artista con un álbum del género Country en la lista.           |       |   |  |
| Snoop Dogg                  | 1                                   | |       |   |  |
| Patti Smith                 | 1                                   | |       |   |  |
| 50 Cent                     | 1                                   | |       |   |  |
| Neil Young                  | 1                                   | |       |   |  |
| Eminem                      | 1                                   | |       |   |  |
| Lana Del Rey                | 1                                   | |       |   |  |
| Elton John                  | 1                                   | |       |   |  |
| Madonna                     | 1                                   | |       |   |  |
| Bad Bunny                   | 1                                   | Basado en la lista revelada hasta el momento (31-100), el es el único artista con un álbum del género Latino o en Español en la lista. |       |   |  |
| Missy Elliott               | 1                                   | |       |   |  |
| Nine Inch Nails             | 1                                   | |       |   |  |
| Steely Dan                  | 1                                   | |       |   |  |
| SZA                         | 1                                   | |       |   |  |
| Kraftwerk                   | 1                                   | |       |   |  |
| N.W.A                       | 1                                   | |       |   |  |
| Metalica                    | 1                                   | Basado en la lista revelada hasta el momento (31-100), son los únicos artistas con un álbum del género Metal en la lista.              |       |   |  |
| the Strokes                 | 1                                   | |       |   |  |
| Portishead                  | 1                                   | |       |   |  |
| The Smiths                  | 1                                   | |       |   |  |
| De La Soul                  | 1                                   | |       |   |  |
| Erykah Badu                 | 1                                   | |       |   |  |
| The Jimi Hendrix Experience | 1                                   | |       |   |  |
| 2Pac                        | 1                                   | |       |   |  |
| Sade                        | 1                                   | |       |   |  |
| The Velvet Underground      | 1                                   | |       |   |  |
| Arctic Monkeys              | 1                                   | |       |   |  |
| Oasis                       | 1                                   | |       |   |  |
| D'Angelo                    | 1                                   | |       |   |  |
| The Cure                    | 1                                   | |       |   |  |
| Rihanna                     | 1                                   | |       |   |  |
| John Coltrane               | 1                                   | |       |   |  |
| The Rolling Stones          | 1                                   | |       |   |  |
| Guns N' Roses               | 1                                   | |       |   |  |
| Prince                      | 1                                   | |       |   |  |
| Kate Bush                   | 1                                   | |       |   |  |
| U2                          | 1                                   | |       |   |  |
| Beastie Boys                | 1                                   | |       |   |  |
| Drake                       | 1                                   | |       |   |  |
| Bob Marley and the Wailers  | 1                                   | Basado en la lista revelada hasta el momento (31-100), son los únicos artistas con un álbum del género Roots Reggae en la lista.       |       |   |  |
| Björk                       | 1                                   | |       |   |  |
| Stevie Wonder               | 1                                   | |       |   |  |
| Talking Heads               | 1                                   | |       |   |  |
| Janet Jackson               | 1                                   | |       |   |  |
| Outkast                     | 1                                   | |       |   |  |
| Aretha Franklin             | 1                                   | |       |   |  |
| Nas                         | 1                                   | |       |   |  |
| Carole King                 | 1                                   | Basado en la lista revelada hasta el momento (31-100), ella es la única artista con un álbum del género Cantautor en la lista.         |       |   |  |
| Wu-Tang Clan                | 1                                   | |       |   |  |
| Beyoncé                     | 2                                   | |       |   |  |
| The Clash                   | 1                                   | |       |   |  |
| Public Enemy                | 1                                   | |       |   |  |
| Radiohead                   | 2                                   | |       |   |  |
| The Notorious B.I.G.        | 1                                   | |       |   |  |
| Alanis Morissette           | 1                                   | |       |   |  |